# Official Bootleg: Live in Japan
Official Bootleg: Live in Japan – album koncertowy szwedzkiej grupy rocka progresywnego Anekdoten, będący oficjalnym bootlegiem. Stanowi zapis koncertów, które odbyły się w klubie On Air West w Tokio 11-12 października 1997 roku.

## Lista utworów

### CD 1 (57:31)
1. "Karelia" (8:04)
2. "The Old Man and the Sea" (8:02)
3. "Harvest" (5:42)
4. "Slow Fire" (7:51)
5. "Thoughts in Absence" (3:38)
6. "Road to Nowhere" (4:56)
7. "Book of Hours" (10:04)
8. "The Flow" (9:14)

### CD 2 (53:03)
1. "Groundbound" (7:30)
2. "Where Solitude Remains" (7:58)
3. "Wheel" (8:58)
4. "Tabatah" (9:39)
5. "Nucleus" (6:10)
6. "Rubankh, Part 1 & 2" (12:48)

## Muzycy
- Anna Sofi Dahlberg - instrumenty klawiszowe, wiolonczela, śpiew
- Jan Erik Liljeström - gitara basowa, śpiew
- Peter Nordins - perkusja
- Nicklas Berg - gitara, instrumenty klawiszowe, śpiew